# International Standard Classification of Education
International Standard Classificaton of Education (ISCED) är ett internationellt system för beteckningar på utbildningsnivåer, utvecklat av Unesco.

## ISCED 2011
| Nivå | Namn                                       | Beskrivning |
| ---- | ------------------------------------------ | --- |
| 0    | Förskola                                   | För barn under 3 års ålder. |
|      | Förskola                                   | Från 3 års ålder. Förberedande för skola och samhällsliv. |
| 1    | Grundskola årskurs 1-6                     | Ska ge grundläggande kunskaper i att läsa, skriva och räkna samt förbereda för vidare studier. |
| 2    | Grundskola årskurs 7-9                     | Ofta med mer ämnesorienterad undervisning. |
| 3    | Gymnasieskola                              | Med större urval av program och kurser och förberedande för högskoleutbildning eller yrkesliv. |
| 4    | Eftergymnasial utbildning, ej högskolenivå | Utbildningar efter gymnasienivå men under högskolenivå som leder till vidare studier eller yrkesliv. |
| 5    | Kortare högskoleutbildningar               | Kortare högskoleutbildningar som typiskt sett bygger vidare på gymnasieutbildningar och är mer praktiskt och yrkesorienterade. Kan också ge behörighet till andra program.                                            |
| 6    | Högskoleutbildning på kandidatnivå         | Akademisk utbildning på grundnivå som ger kunskaper, färdigheter och kompetens motsvarande kandidatnivå i högskolesystemet.                                                                                           |
| 7    | Högskoleutbildning på masternivå           | Akademisk utbildning på avancerad nivå som ger kunskaper, färdigheter och kompetens motsvarande masternivå i högskolesystemet.                                                                                        |
| 8    | Forskarutbildning på doktorandnivå         | Utbildning som i första hand leder till en avancerad forskarexamen, vanligen avslutad med att lägga fram och försvara en omfattande avhandling som genomgått en granskningsprocess och baserats på originalforskning. |

## ISCED 1997
| Nivå | Namn                                                     |
| ---- | -------------------------------------------------------- |
| 0    | förskola                                                 |
| 1    | grundskola, årskurs 1-6                                  |
| 2    | grundskola, årskurs 7-9                                  |
| 3    | gymnasieskolan                                           |
| 4    | eftergymnasial utbildning, ej högskolenivå               |
| 5a   | högskoleutbildning, min. 3 år, normalt 4 år eller längre |
| 5b   | högskoleutbildning, normalt 2-3 år                       |
| 6    | forskarutbildning                                        |